# Claremont (Kalifornia)
Claremont város az USA Kalifornia államában, Los Angeles megyében. Lakosainak száma 37 266 fő (2020. április 1.).

## Népesség
A település népességének változása:
| Lakosok száma | 2719 | 34 926 | 37 266 |
|               | 1930 | 2010   | 2020   |